# Lygropia tripunctata
Lygropia tripunctata is een vlinder uit de familie van de grasmotten (Crambidae). De wetenschappelijke naam van de soort is voor het eerst gepubliceerd in 1794 door Johan Christian Fabricius.
Deze soort komt voor in Cuba en Haïti.